# Józef Śliwniak
Józef (Jasza) Śliwniak (ur. 1899 w Kijowie, zm. w sierpniu 1942 w Treblince) – polski Żyd, metaloplastyk, grafik, scenograf, ofiara Zagłady.

## Życiorys
Był członkiem warszawskiej „Grupy Pięciu” i „Grupy Siedmiu” oraz Zrzeszenia Żydowskich Malarzy i Rzeźbiarzy w Krakowie. Głównym polem jego działalności twórczej była metaloplastyka. Swoje prace, których tematyka obracała się wokół żydowskiej religijności, obrzędowości i życia codziennego oraz wątków biblijnych, wystawiał w Żydowskim Towarzystwie Krzewienia Sztuk Pięknych i w Salonie Garlińskiego w Warszawie, a także w Żydowskim Domu Akademickim w Krakowie. Zajmował się ponadto grafiką oraz projektował scenografię dla stołecznych teatrów i kabaretów żydowskich (m.in. dla Teatru Azazel). Tworzył także w Kazimierzu Dolnym.
W czasie niemieckiej okupacji przebywał w getcie warszawskim. Pracował w fabryce osełek przy ul. Mylnej 9A. W tym okresie nie zaprzestał działalności twórczej. Wraz z Maksymilianem Eljowiczem wykonał witraże w sali recepcyjnej warszawskiego Judenratu, a także w gabinecie prezesa Adama Czerniakowa. 25 sierpnia 1942 roku, podczas „Wielkiej Akcji”, został wywieziony do obozu zagłady w Treblince.